# Berekum Chelsea F.C.
El Berekum Chelsea Football Club es un club de fútbol de la ciudad de Berekum, Ghana, fundado en 2000. Anteriormente se le conocía como Bechem Chelsea Football Club, pero tras reubicarse de Bechem a Berekum y adoptó su denominación actual.
El club milita en la Liga de fútbol de Ghana, competición que ganó por primera vez en su historia en 2011. Sus colores, escudo y uniforme se inspiraron en el Chelsea FC, equipo de la Premier League de Inglaterra.

## Palmarés
- Ghana Premier League: 1

2010–11

## Participación en competiciones de la CAF
| Temporada | Torneo                      | Ronda          | Club            | Casa | Visita | Global      |
| --------- | --------------------------- | -------------- | --------------- | ---- | ------ | ----------- |
| 2012      | Liga de Campeones de la CAF | Preliminar     | LISCR           | 3-0  | 2-0    | 5-0         |
| 2012      | Liga de Campeones de la CAF | 1              | Raja Casablanca | 5-0  | 0-3    | 5-3         |
| 2012      | Liga de Campeones de la CAF | 2              | Cotonsport      | 0-0  | 1-2    | 1-2         |
| 2012      | Liga de Campeones de la CAF | Fase de grupos | Al-Ahli         | 1-1  | 1-4    | 3.er lugar  |
| 2012      | Liga de Campeones de la CAF | Fase de grupos | Zamalek SC      | 3-2  | 1-1    | 3.er lugar  |
| 2012      | Liga de Campeones de la CAF | Fase de grupos | TP Mazembe      | 1-0  | 2-2    | 3.er lugar  |
| 2014      | Liga de Campeones de la CAF | Preliminar     | Atlabara FC     | 2-0  | 0-2    | 2-2 (3-0 p) |
| 2014      | Liga de Campeones de la CAF | 1              | Al-Ahly         | 1-1  | 0-2    | 1-3         |

## Gerencia
- Presidente:  Emmanuel Kyeremeh
- Vice Presidente:  Obed Nketiah
- Dueño:  Emmanuel Kyeremeh
- Director Deportivo:  Obed Nketia
- Director de Comunicaciones:  Vincent Coffie
- Oficial Ejecutivo en Jefe:  Nana Kwame Nketiah
- Secretario y Asistente del CEO:  Adu Anane Antwi

### Cuerpo técnico
- Entrenador:  Hans van der Pluijm
- Asistente del Entrenador:  Annor Walker
- Entrenador U-19:  Kobina Amissah
- Enmtrenador U-17:  Baba Iddrissu Alhassan
- Cocinero:  Arthur Moses

### Presidente Destacado
- 2008-2010  Tony Yeboah

## Jugadores destacados
- Paul Addo
- Lee Addy
- Richard Atika
- Prince Bobby
- Richard Osei Bonsu
- Ransford Osei
- Frank Yeboah
- Emmanuel Banahene